# Theta Carinae
θ Carinae (Theta Carinae) ist der hellste Stern des offenen Sternhaufens IC 2602. Aufgrund der Ähnlichkeit dieses Sternhaufens zu den Plejaden wird IC 2602 auch gelegentlich als „südliche Plejaden“ bezeichnet.
Der Stern befindet sich im Sternbild Carina und ist ein pekuliärer Hauptreihenstern mit Spektralklasse B0Vp. Er befindet sich in einer Entfernung von etwas über 450 LJ zur Erde. Der Stern scheint ferner ein Spektroskopischer Doppelstern zu sein und gehört zur seltenen Klasse der Heartbeat Stars.